# Amália Rodrigues

Amália Rodrigues (Wandgraffito)

Amália Rodrigues (Aussprache: [ɐ'mali̯ɐ ʀu'drigɪʃ]), mit vollem Namen Amália da Piedade Rebordão Rodrigues, oft nur Amália genannt (* 23. Juli 1920 in Lissabon; † 6. Oktober 1999 ebenda), war die wohl bedeutendste Fadosängerin. Sie wird als „Königin des Fados“ (rainha do fado) bezeichnet. Zwar machte bereits Ercília Costa (1902–1985) den Fado international bekannt, jedoch prägte Rodrigues seine Verbreitung über Portugal hinaus wie niemand anderes.
Sie trat auch als Schauspielerin in einer Reihe meist portugiesischer Filme in Erscheinung, mit denen sie insbesondere 1947 große Publikumserfolge feierte.

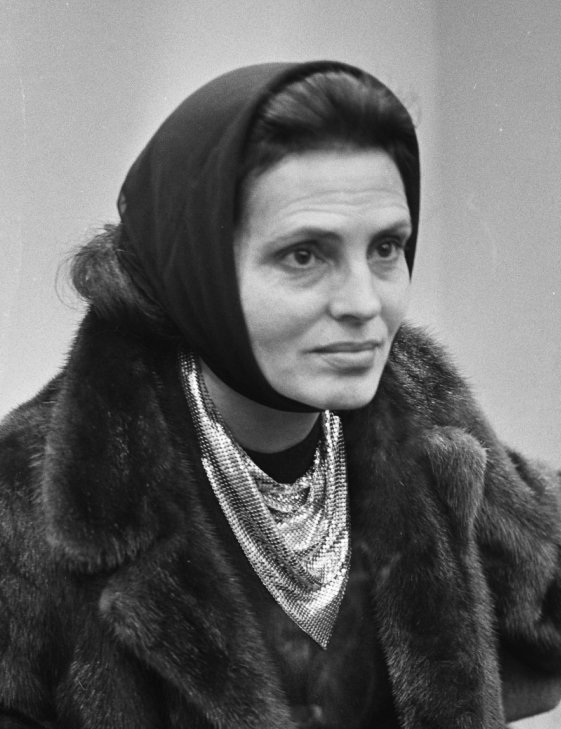
Amália Rodrigues, 1964

## Leben
Rodrigues war eins von zehn Kindern einer armen Familie aus Fundão und kam in Lissabon zur Welt, wo sich die Familie niedergelassen hatte. Als junges Mädchen musste sie beim Verkauf von Früchten im Hafen von Alcântara helfen. Um 1935 sang sie in den Märkten der Cais da Rocha. Ihre jüngere Schwester Celeste sang ebenfalls Fado.
1940 heiratete Rodrigues den Amateur-Gitarristen Francisco da Cruz, von dem sie sich 1943 scheiden ließ. 1961 heiratete sie den brasilianischen Ingenieur César Seabra, mit dem sie bis zu seinem Tod 1997 verheiratet war.
1939 begann ihre Laufbahn als Fado-Sängerin im Nachtclub Retiro da Severa. Weitere Auftrittsorte waren das Solar da Alegria, das (Café) Luso und das Café Mondego. Ihre internationale Karriere begann 1942 in Madrid. In den Jahren 1944 und 1945 führten Tourneen sie nach Brasilien, wo auch ihre ersten Schallplatten aufgenommen wurden. In den folgenden Jahrzehnten nahm sie unzählige Platten auf (die Zahl wird auf über 170 geschätzt) und wirkte in etwa einem Dutzend Filmen mit. 
Der internationale Durchbruch außerhalb der portugiesischsprachigen Länder gelang ihr mit dem Lied Coimbra. In ihrer ersten Schauspielrolle im 1946/1947 gedrehten Film Capas Negras sang das Lied Coimbra indes nicht sie selbst, sondern ihr Filmpartner, der Tenor Alberto Ribeiro.

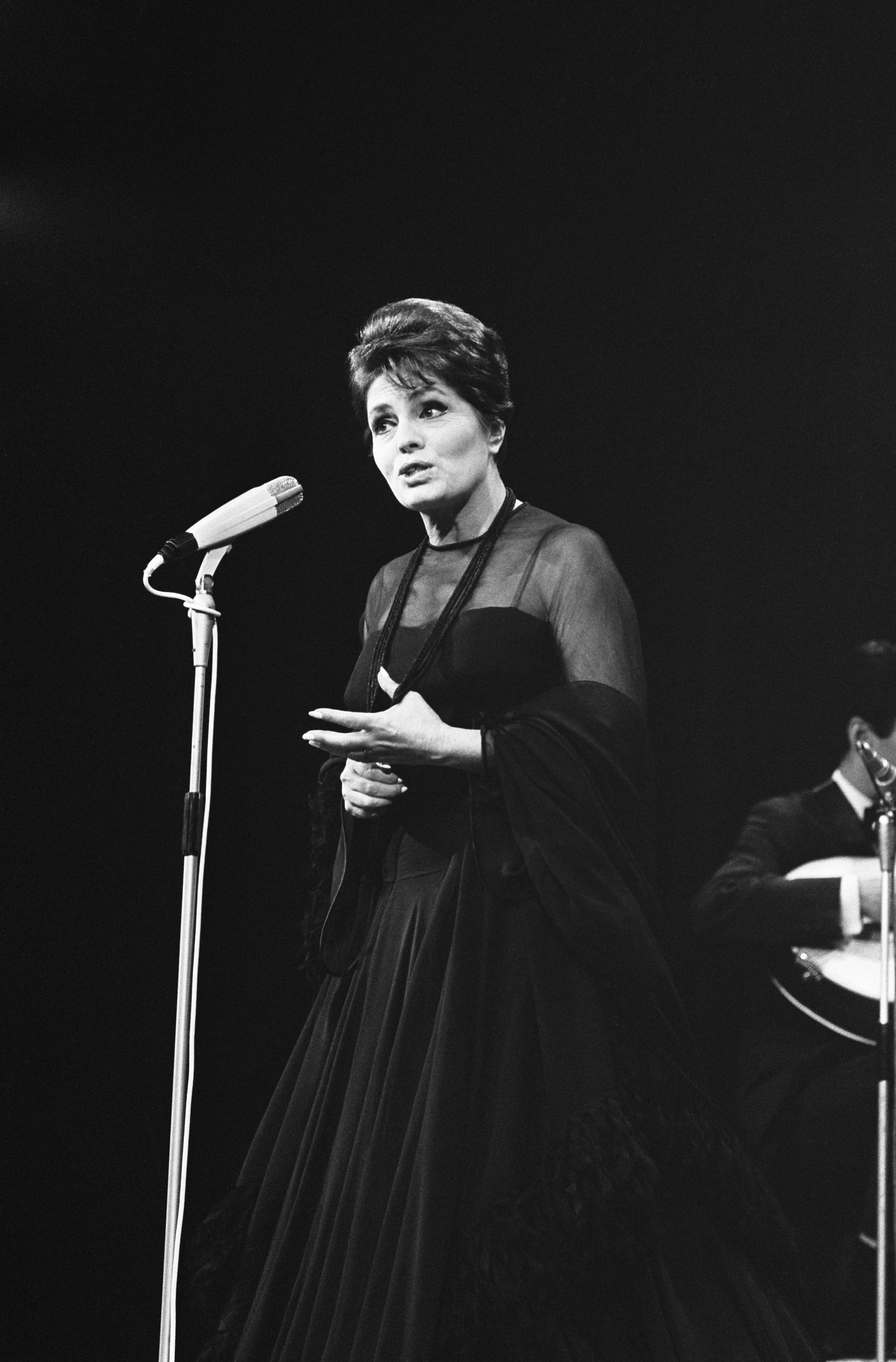
Amália in den Niederlanden, 1969

Auf einer Europa-Tournee im Rahmen eines Kulturprojektes des Marshallplans im Jahr 1950 fragte Yvette Giraud, die ebenfalls an der Tournee teilnahm, Rodrigues nach ihren Lieblingsliedern; diese nannte Coimbra, und Giraud sang es mit einem französischen Text unter dem Titel Avril au Portugal. Girauds Erfolg in Paris und London machte das Lied bekannt. 1955 ließ die staatliche portugiesische Propagandaabteilung den Film April in Portugal produzieren, in dem Rodrigues dieses Lied selbst singt. Der Film hatte in der Royal Film Performance in London Premiere und wurde auf den Filmfestivals in Berlin und Mar del Plata ausgezeichnet. Rodrigues sang das Lied von da an in verschiedenen Sprachen.
Ihre Berühmtheit führte zu internationalen Tourneen und zahlreichen Fernsehauftritten in aller Welt. Im Jahr 1956 hatte sie einen sehr erfolgreichen Auftritt im Pariser Olympia. 1967 wurde ihr in Cannes der Midem-Preis verliehen. Sie nahm mit Künstlern wie Don Byas oder Vinícius de Moraes auf. Das international zunehmend isolierte portugiesische Regime des Estado Novo versuchte, Rodrigues’ Popularität für sich zu nutzen und sie als Botschafterin Portugals in der Welt darzustellen.
Ihre unpolitische Haltung unter der Diktatur Salazars wurde ihr oft vorgehalten, auch wenn sie tatsächlich auch mit Regimegegnern zusammenarbeitete, beispielsweise mit dem Kommunisten Ary dos Santos und Alain Oulman (der, von der Geheimpolizei PIDE festgenommen, nur durch massive Intervention Amálias ins Pariser Exil gehen konnte, wo sie ihn öfters traf). Sie hat später auch eine Version der „Hymne“ der Nelkenrevolution, Grândola, Vila Morena, aufgenommen, während ihr Fado Povo que lavas no rio (Volk, das im Fluss wäscht) schon früh eine kritische Note gewann, und ihr Fado de Peniche verboten war (in Peniche unterhielt die Diktatur ein Gefängnis für politische Gefangene). Auch ihre Tournee durch die Sowjetunion passte nicht zum erklärten Antikommunismus des portugiesischen Regimes.
Nach der Nelkenrevolution und dem daraus folgenden Regimewechsel 1974 wurde Rodrigues’ Karriere durch Rundfunkboykotte in Portugal behindert. Einen triumphalen Erfolg feierte sie schließlich 1985 im Lissaboner Coliseu dos Recreios. Ihren letzten öffentlichen Auftritt hatte sie auf der Weltausstellung Expo 98 im Rahmen einer Ehrung für sie.

## Nachwirkung
Anlässlich ihres Todes im Oktober 1999 rief der damalige Premierminister, António Guterres, eine dreitägige Staatstrauer aus, der laufende Wahlkampf wurde eingestellt. Sie wurde auf dem Cemitério dos Prazeres in Lissabon beigesetzt, Hunderttausende wohnten dem Trauerzug bei. 2001 überführte man ihre sterblichen Überreste in das Lissabonner Pantheon in der Kirche Santa Engrácia, eine Ehre, die ihr als bisher einziger Frau zuteilwurde. Auf Verlangen der portugiesischen Öffentlichkeit wurde dafür eine Gesetzesänderung herbeigeführt, da bedeutende Persönlichkeiten bis dahin frühestens vier Jahre nach ihrem Tod in das Pantheon überführt werden konnten.
In der Lissaboner Rua de São Bento befindet sich in ihren früheren Wohnräumen das Museu Fundação Amália Rodrigues. Ihr Leben und ihre Musik sind Thema des von Filipe La Féria produzierten Musicals Amália, das 2002 uraufgeführt wurde.
Die Fertigstellung der mehrsprachigen Dokumentation A arte de Amália des Regisseurs Bruno de Almeida, an der sie noch mit Interviews teilnahm, erlebte sie nicht mehr. Die Premiere fand im Dezember 2000 im Quad Cinema in New York statt. Der Film ist in mehreren Editionen auf DVD erschienen mit englischen, französischen, spanischen und portugiesischen Tonspuren, eingesprochen von Maria de Medeiros, Joaquim de Almeida und John Ventimiglia, und einer Laudatio von David Byrne.
2008 lief das Biopic Amália von Carlos Coelho da Silva im Kino an, eine Verfilmung des Lebens der Sängerin. 2006/07 tourte in den Niederlanden die Fadosängerin Maria de Fátima, die als Jugendliche mit Rodrigues aufgetreten war, mit einer Show, die an das Leben der großen Kollegin erinnerte.
Ein Projekt namens Hoje (deutsch: heute) von bekannten portugiesischen Musikern wie der Sängerin von The Gift und dem Sänger von Moonspell verzeichnete 2009 und 2010 Verkaufsrekorde mit einem Album und einer passenden Tournee namens Amália hoje, in der sie bekannte Lieder aus Rodrigues’ Repertoire interpretierten.
Bereits 2005 gab es in Portugal einen Tribut-Sampler mit dem Titel Amália revisited mit Versionen prägender Rodrigues-Lieder, interpretiert von Bands und Projekten aus Hip-Hop, NuSoul und anderer neuer Tanzmusik.
In der TV-Show Os Grandes Portugueses im Jahr 2007 erreichte Rodrigues als höchstplatzierte Frau Platz 14 der bedeutendsten Portugiesen.
In Hamburg wurde 2010 mit einem Fest der Amalia-Rodrigues-Weg eingeweiht und eine Gedenktafel für die Sängerin, ihre Bedeutung für den Fado und die fünf Millionen Auslandsportugiesen eingeweiht.

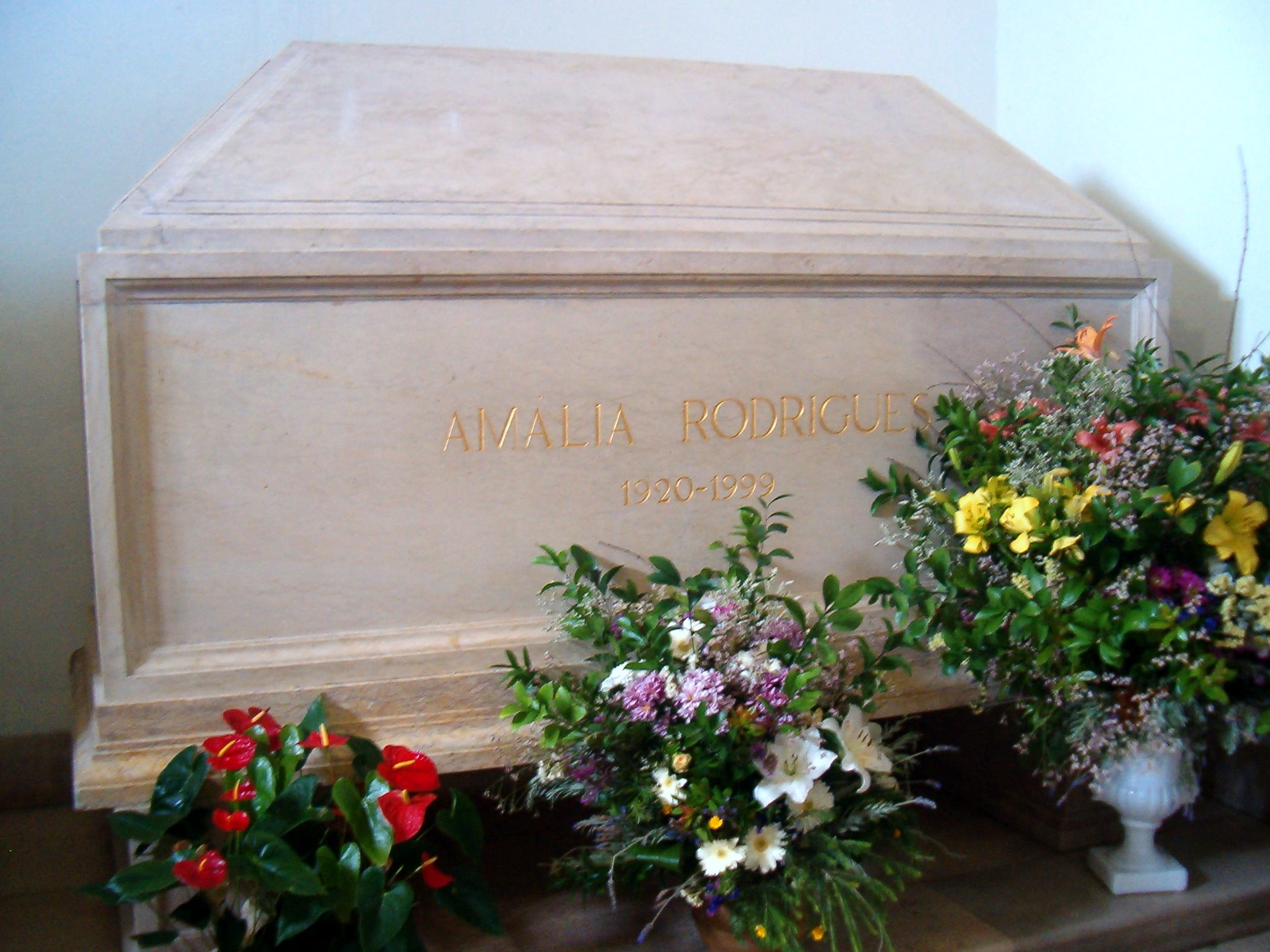
Ihr Grabmal im Lissaboner Nationalpantheon

## Ehrungen
- 1959: Médaille de l’honneur der Stadt Paris
- 1968: erste Verleihung der höchsten spanischen Auszeichnung, der Orden de Isabel la Católica
- 1971: Zedernorden des Staates Libanon
- 1980: Abecassis-Kreuz der Stadt Lissabon
- 1981: Großoffizier des Ordens des Infanten Dom Henrique, überreicht durch den Staatspräsidenten Präsident Mário Soares
- 1989: Commandeur des Ordre des Arts et des Lettres, überreicht durch den französischen Kulturminister Jack Lang
- 1990: Médaille de Vermeil der Stadt Paris, überreicht durch Bürgermeister Jacques Chirac
- 1990: Großkreuz des Ordens de Isabel la Católica
- 1990: Großkreuz des Ordens des heiligen Jakob vom Schwert, überreicht durch Präsident Mario Soares
- 1990: Orden der Ehrenlegion, überreicht durch Präsident François Mitterrand

Zudem verschiedene Ehrenmedaillen in Lissabon, Porto, Paris, Tokio, Rio de Janeiro, Beirut, Tel Aviv, Madrid, New York u. a.
2003 wurde der Amália-Rodrigues-Weg, ein kurzer Straßenzug im Hamburger Stadtteil Bahrenfeld, nach ihr benannt.
Im Dorf Brejão (Gemeinde São Teotónio im Kreis Odemira) an der Alentejoküste besteht das kleine Hotel Herdade Amália Rodrigues, es wurde im ehemaligen Strandhaus der Sängerin eingerichtet. Der nahe Strand trägt ihren Namen (Praia da Amália). In der Ortschaft erinnern zudem große Wandbilder an Hauswänden an Amália.

## Rodrigues im Film

### Filme über Amália Rodrigues

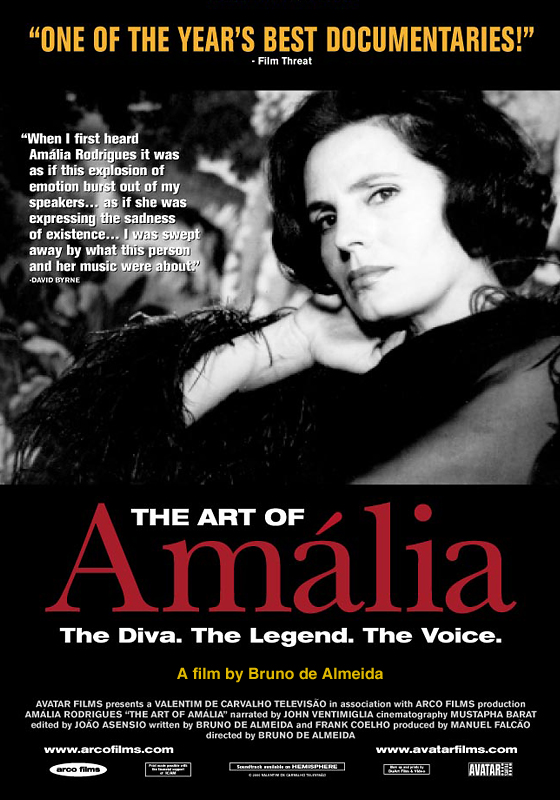
Plakat zu Bruno de Almeidas Doku The Art of Amália, die danach in gleicher Covergestaltung auch als DVD erschien

Das Leben von Amália wurde mehrfach verfilmt. So produzierte Bruno de Almeida vier Filme über Amália:
- Amália, Live in New York City (ein Mitschnitt eines Auftritts in der Stadthalle von New York 1990)
- Amália – uma estranha forma de vida („Amália – eine seltsamen Lebensweise“; ein Dokumentarfilm über 5 Stunden in Form einer Serie)
- Amália – Expo’98 (zum Anlass der Weltausstellung Expo 98 in Lissabon, bei der Amália ihren letzten großen öffentlichen Auftritt hatte)
- The Art of Amália (ein 90-minütiger Dokumentarfilm auch für das internationale Publikum, der weltweit ab 2000 gezeigt wurde und danach als DVD veröffentlicht wurde)

Der Filmemacher Carlos Coelho da Silva stellte 2008 unter dem Titel Amália einen biographischen Film über die Diva her. Dieser Film basiert auf dem gleichnamigen, enorm erfolgreichen Musical von Regisseur Filipe La Féria, das sechs Jahre lang am Lissabonner Teatro Politeama lief. Der Film wurde u. a. durch die RTP (öffentlich-rechtliches Fernsehen Portugals) und das portugiesische Filmförderungsinstitut Instituto do Cinema e do Audiovisual (ICA) finanziert. Amália wurde durch die Schauspielerin Sandra Barata Belo dargestellt. Der Film erschien danach auch als DVD.

### Filme mit Amália Rodrigues
Amália Rodrigues trat auch selbst in Filmen auf, sowohl als Schauspielerin, als auch in Dokumentarfilmen über Fado allgemein oder über ihre Person im Speziellen.
Ihre erste Rolle hatte sie, bereits als populäre Fadosängerin, im Film Capas Negras, einem Liebesdrama, das in der Studentenstadt Coimbra spielt. Der Film von Regisseur Armando de Miranda hatte am 16. Mai 1947 im Cinema Condes in Lissabon Premiere und wurde ein enormer Erfolg, nicht zuletzt dank einiger Fados wie Coimbra (É Uma Lição) (danach als April in Portugal international bekannt geworden) oder Feiticeira. Auch Fado, História d’uma Cantadeira, im gleichen Jahr unter Regie von Perdigão Queiroga entstanden, wurde ein großer Erfolg. An der Seite des Herzensbrechers und später international erfolgreichen Schauspielers Virgílio Teixeira und mit den beiden populären komischen Darstellern António Silva und Vasco Santana, suggeriert der Film mit seiner Geschichte einer aus armen und problembehafteten Verhältnissen emporsteigenden Fadosängerin eine Nähe zum Leben Amálias.
Ihre Rolle im französischen Film Nächte in Lissabon von 1954 verhalf ihr enorm zu weiterer internationaler Bekanntheit.
Später versuchte sie sich in anspruchsvollen Rollen, zu nennen insbesondere ihre reine Schauspielrolle in As Ilhas Encantadas (1964, Regie Carlos Vilardebó), mit der sie dem Neuen Portugiesischen Film näher kommen wollte. Jedoch fand weder der Film noch ihre Rolle Widerhall bei den Filmschaffenden.
Ihren letzten Auftritt in einem Film hatte sie 1991, mit einer kleinen Gastrolle in Wim Wenders Film Bis ans Ende der Welt.

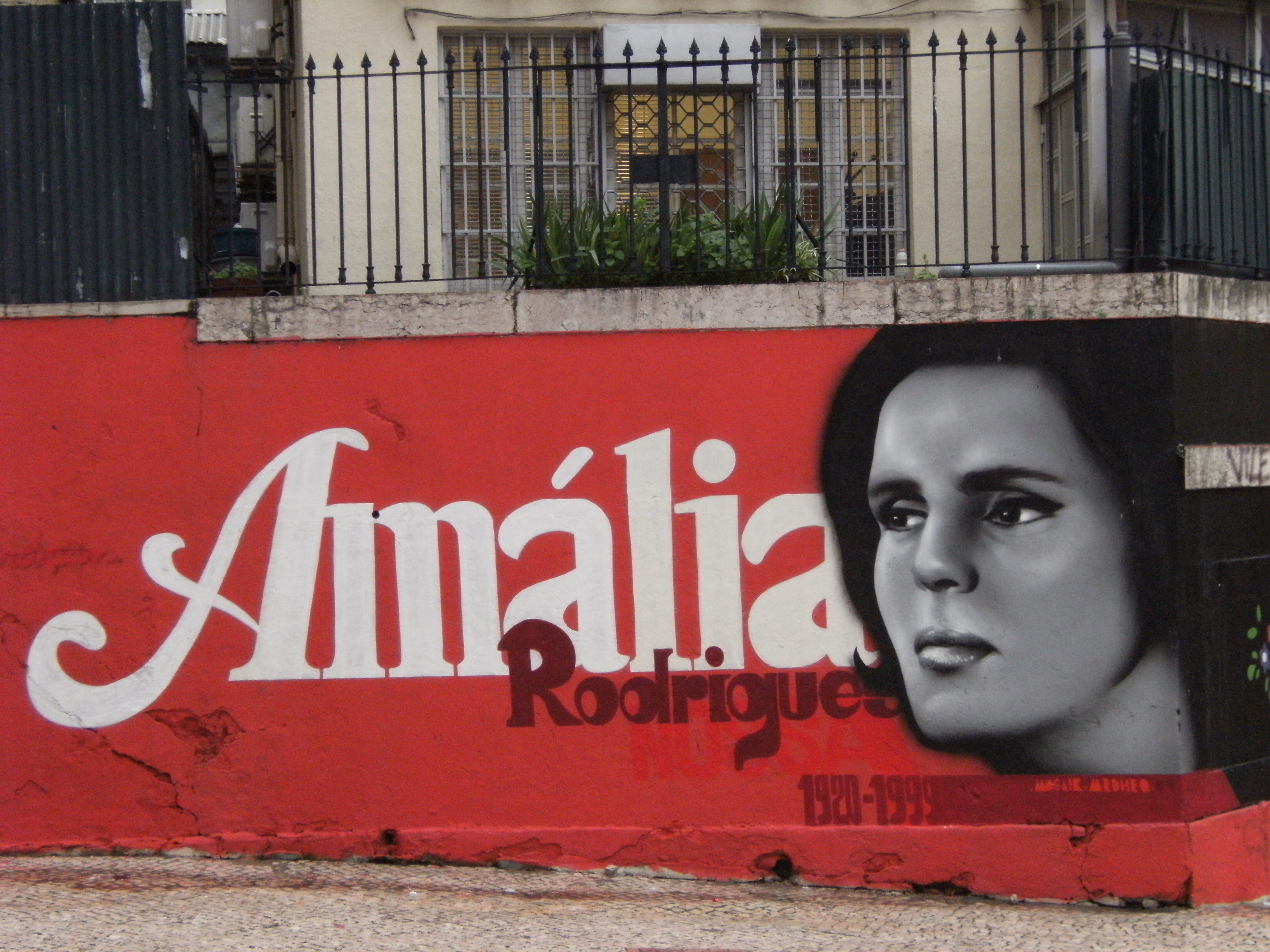
Amália als Wandgemälde

## Diskografie (Auswahl)
Ihre ersten Aufnahmen entstanden in Brasilien 1945. Nach einer unbekannten Zahl Schellackplatten folgten eine ebenfalls kaum genau zu beziffernde Vielzahl Schallplatten in den verschiedensten Ländern. Sammler schätzen ihre Zahl auf weit über 700. José Moças, Gründer des renommierten Tradisom-Labels und bekannter Schallplattensammler in Portugal, gibt die ihm bekannte Zahl von Schallplattenveröffentlichungen Amálias weltweit mit 837 an.
- Perseguição, 1945
- Tendinha, 1945
- Fado do Ciúme, 1945
- Ai Mouraria, 1945
- Maria da Cruz, 1945
- Ai Mouraria, 1951/52
- Sabe-se Lá, 1951/52
- Novo Fado da Severa, 1953
- Uma Casa Portuguesa, 1953
- Primavera, 1954
- Tudo Isto é Fado, 1955
- Foi Deus, 1956
- Amália no Olympia, 1957
- Povo que Lavas no Rio, 1963
- Estranha Forma de Vida, 1964
- Amália Canta Luís de Camões, 1965
- Formiga Bossa Nossa, 1969
- Amália e Vinicius, 1970
- Com que Voz, 1970
- Fado Português, 1970
- Oiça Lá ó Senhor Vinho, 1971
- Amália no Japão, 1971
- Cheira a Lisboa, 1972
- Amália no Canecão, 1976
- Cantigas da Boa Gente, 1976
- Lágrima, 1983
- Amália na Broadway, 1984
- O Melhor de Amália – Estranha Forma de Vida, 1985
- O Melhor de Amália volume 2 – Tudo Isto é Fado, 1985
- Obsessão, 1990
- Abbey Road 1952, 1992
- Segredo, 1997

| Jahr | Titel                                       | Höchstplatzierung, Gesamtwochen, AuszeichnungChartsChartplatzierungen (Jahr, Titel, Platzierungen, Wochen, Auszeichnungen, Anmerkungen) | Anmerkungen |
| Jahr | Titel                                       | PT | Anmerkungen |
| ---- | ------------------------------------------- | --- | ----------- |
| 2003 | The Art Of Amália Rodrigues                 | PT8 Gold · (38 Wo.)PT |             |
| 2003 | O melhor de Amália vol. III                 | PT11 (5 Wo.)PT |             |
| 2004 | Ai mouraria                                 | PT16 (6 Wo.)PT |             |
| 2005 | Marchas populares                           | PT13 (4 Wo.)PT |             |
| 2006 | O melhor de Amália vol. I – Fado da despedi | PT22 Platin · (3 Wo.)PT |             |
| 2008 | Amália                                      | PT10 (9 Wo.)PT |             |
| 2009 | Amália – BSO                                | PT28 (1 Wo.)PT |             |
| 2009 | The Art Of Amália 1 é 2                     | PT13 Gold · (15 Wo.)PT |             |
| 2009 | Amália – Coração independente               | PT3 Gold · (29 Wo.)PT |             |
| 2010 | Com que voz                                 | PT7 (25 Wo.)PT |             |
| 2014 | Amália de porto em porto                    | PT29 (2 Wo.)PT |             |
| 2014 | Amália no chiado                            | PT16 (5 Wo.)PT |             |
| 2015 | Fado português                              | PT7 (3 Wo.)PT |             |
| 2016 | Amália… canta Portugal                      | PT23 (6 Wo.)PT |             |
| 2017 | A una terra che amo                         | PT5 (7 Wo.)PT |             |
| 2017 | Amália – Coliseu Lisboa, 3 de abril 1987    | PT8 (4 Wo.)PT |             |
| 2017 | Fados 67                                    | PT17 (9 Wo.)PT |             |
| 2018 | Grandes êxitos                              | PT42 (1 Wo.)PT |             |
| 2018 | É ou não é?                                 | PT25 (2 Wo.)PT |             |
| 2020 | Amália em Paris                             | PT1 (6 Wo.)PT |             |
| 2020 | Antologia                                   | PT37 (1 Wo.)PT |             |
| 2020 | 1970 – ensaios                              | PT11 (4 Wo.)PT |             |
| 2021 | O melhor de Amália                          | PT33 (1 Wo.)PT |             |
| 2021 | Amália Rodrigues                            | PT12 (2 Wo.)PT |             |

## Filmografie
- Capas Negras (POR 1947, Regie: Armando de Miranda)
- Fado, História d’uma Cantadeira (POR 1947, Regie: Perdigão Queiroga)
- Vendaval Maravilhoso (POR/BRA 1949, Regie: José Leitão de Barros)
- Zehn Kurzfilme (heute Videoclips genannt) zu den Titeln Fado da Rua do Sol, Fado Malhoa, Fado Amália, Fado Lamentos, O Meu Amor na Vida (Confesso), Só à Noitinha, Ronda dos Bairros, Eu Disse Adeus à Casinha, Fado Mouraria (Mouraria), Fado Lisboa (Ai, Lisboa) (POR 1947, Regie: Perdigão Queiroga)
- Sol & Touros (POR 1949, Regie: José Buchs)
- Nächte in Lissabon (Les Amants du Tage, FR 1954, Regie: Henri Verneuil)
- April in Portugal (GB 1955, Kurzfilm, Regie: Euan Lloyd)
- Las Canciones Unidas (MEX 1957, Regie: Tito Davison)
- Sangue Toureiro (POR 1958, Regie: Augusto Fraga)
- Musica de Siempre (MEX 1958, Regie: Tito Davison)
- O Céu Da Minha Rua (POR 1958, Regie: Fernando Frazão, Fernsehfilm)
- Las canciones unidas (MEX 1960, Regie: Julio Bracho, Tito Davison, Alfonso Patiño Gómez, Chano Urueta)
- Fado Corrido (POR 1964, Regie: Jorge Brum do Canto)
- As Ilhas Encantadas (POR 1965, Regie: Carlos Vilardebó)
- A Sapateira Prodigiosa (POR 1968, Regie: Fernando Frazão, Fernsehfilm)
- Via Macau (FR/POR 1966, Regie: Jean Leduc)
- Os Deuses Estão Mortos (BR 1971, zwei Episoden der brasilianischen Fernsehserie)
- Bis ans Ende der Welt (D/FR/AUS 1991, Regie: Wim Wenders)

### Eigene Werke
- Amália Rodrigues: Versos. Cotovia, Lissabon 1999, ISBN 978-972-8028-88-6.

### Sekundärliteratur
- Jorge Leitão Ramos: Dicionário do cinema portugués 1962–1988. Editorial Caminho, Lissabon 1989, ISBN 972-21-0446-2 (S. 340 f.)
- Vitor Pavão dos Santos: Amália – Uma estranho forma de vida. Editorial Verbo, Lissabon 1992, ISBN 972-22-1505-1.
- Verschiedene Autoren: Coimbra – April in Portugal – Avril au Portugal. CD+Buch. Tradisom, Trad038 2004.
- Rui Martins Ferreira: Amália – a divina voz dos poetas e de Portugal. Parceria A.M.Pereira, Lissabon 2008, ISBN 978-972-8645-61-8.
- Cristina Faria: Fotobiografias século XX: Amália Rodrigues. Temas&Debates, Lissabon 2008, ISBN 978-989-644-032-9.
- Tiago Baptista: Ver Amália – Os Filmes de Amália Rodrigues. Tinta da China, Lissabon 2009, ISBN 978-989-671-012-5.
- Estrela Carvas: Os meus 30 anos com Amália. Guerra&Paz, Lissabon 2009, ISBN 978-989-8174-34-5.
- José Alberto Sardinha: A origem do Fado. Tradisom, Vila Verde 2010, ISBN 978-972-8644-13-0 (S. 166 ff.).
- Salwa Castelo-Branco: Enciclopédia da música em Portugal no século XX, P–Z. Temas&Debates/Círculo de Leitores, Lissabon 2010, ISBN 978-972-42-4598-0 (S. 1132 ff.).
- Alcides Murtinheira, Igor Metzeltin: Geschichte des portugiesischen Kinos. Praesens Verlag, Wien 2010, ISBN 978-3-7069-0590-9.
- Jorge Leitão Ramos: Dicionário do cinema portugués 1895–1961. Editorial Caminho, Lissabon 2012, ISBN 978-972-21-2602-1 (S. 364 f.)
- Rémi Boyer: Amália. In: Fado – Mystérique de la Saudade. Zéfiro/Arcano Zero, Sintra 2013; englische Ausgabe: Fado, Saudade & Mystery. Love of Portugal. Übersetzt von Howard Doe, ebenda 2013, ISBN 978-989-677-109-6, S. 45–55 und 68.

## Dokumentation
- Wir alle haben Amália im Blut: Amália Rodrigues und die Fado-Szene. Regie: Hilka Sinning, ARTE, WDR,  51 Minuten, 2021